# Christian Selmer
Christian August Selmer (16. november 1816, Fredrikshald—1. september 1889, Kristiania), var en norsk politiker, dattersøn af Joachim Christian Vibe.
Selmer blev student 1837 og juridisk kandidat 1842. Efter i nogen tid at have været sorenskriverfuldmægtig gik han 1846 ind i Justitsdepartementet som kopist; bosatte sig 1850 som sagfører i Drammen, hvor han 1862 blev
byfoged. Han repræsenterede denne by på Stortingene 1871—74 og agtedes for en af regeringens bedste støtter, da han i juli sidstnævnte år indtrådte i den. 
Da regeringens chef, Frederik Stang, efteråret 1880 tog afsked, træt af kampen mod folkerepræsentationen, blev Selmer hans eftermand som statsminister. Som sådan holdt han den engang anlagte, uforsonlige kurs. Til det store tvistemål om kongemagtens absolutte veto i grundlovssager, der var blevet rejst ved sanktionsnægtelsen 1880 på tredje gangs vedtagelse af statsrådsagen, kom i de følgende år flere andre stridsspørgsmål.
Til disses løsning anså Stortinget Rigsrettens mellemkomst påkrævet. Dennes dom af 27. februar 1884 lød for Selmers vedkommende på embedsfortabelse. I henhold til kongelig resolution af 11. marts fratrådte Selmer statsministerstillingen og blev i den følgende måned konstitueret som generalauditør.